# C23H28
化学式C23H28（摩尔质量：304.477 g/mol）可以指：
- 替马罗汀（英语：Temarotene），CAS号：75078-91-0
- 9-壬基菲，CAS号：16740-38-8

|  | 这个同类索引页列出了具有相同分子式的化学物（即同分異構體）条目。 除非您是有意链接至本页，否则应将相应条目的内部链接指向正确的条目。 |